# Brandy Norwood
Brandy Rayana Norwood (*11. únor 1979, McComb, USA) je americká zpěvačka, skladatelka, hudební producentka, moderátorka, herečka a filmová producentka.

## Počátky
Narodila se v Mississippi zpěvákovi Williemu Norwoodovi a manažerce Sonji Norwood. Zpěvák Ray J je jejím bratrem a rapper Snoop Dogg jejím bratrancem. Byla vychována jako křesťanka a už ve dvou letech zpívala v kostele první solo. Po stěhování v roce 1983 do Los Angeles studovala umění a také se stala fanynkou Whitney Houston.

## Kariéra
Následně byla zpěvačkou ve skupinách, pokoušela se i o sólo zpěv. V roce 1993 byla obsazena do sitcomu Thea, který jí vynesl spolu s jejími kolegy ze seriálu nominaci na cenu Young Artist Award v kategorii nejlepší skupinový herecký výkon mladého kolektivu.
Brandy byla od začátku všestrannou umělkyní. Mezi její největší pěvecké hity patří The Boy is Mine v duetu se zpěvačkou Monicou, Have You Ever? nebo What About Us?. Se svým bratrem také nazpívala cover verzi písně Phila Collinse Another Day in Paradise.
Z herecké kariéry kromě již zmíněného sitcomu Thea byla obsazena do seriálu Moesha, ve kterém natočila 127 epizod. Dále také do filmu Tajemství loňského léta 2: Rok poté, dále do snímku Agent Bílá krvinka a objevila se také v seriálu Dr. House

## Ocenění
Kromě ceny Grammy, kterou obdržela za song „The Boy is Mine“ získala také dvě filmové ceny, a to konkrétně Filmovou cenu MTV v roce 1996 za titulní píseň k filmu Až si vydechnu, kde shodou okolností hraje hlavní roli její favoritka Whitney Houston, a také cenu Image Award o rok později za nejlepší mladou herečku v seriálu Moesha.

## Osobní život
Za svůj život chodila s několika muži veřejného života, ke kterým patří basketbalista Kobe Bryant, zpěvák Wanya Morris, producent Robert Smith nebo další basketbalista Quentin Richardson.
V roce 2006 byla účastnicí nehody, při které zahynul jeden člověk. Podle všeho byla Brandy viníkem nehody a rodina zesnulého se s ní soudila.

## Filmografie

### Film
| Rok  | Název                                           | Role                 | Poznámky |
| ---- | ----------------------------------------------- | -------------------- | -------- |
| 1990 | Arachnophobia                                   | Brandy Beechwood     |          |
| 1998 | Tajemství loňského léta 2: Rok poté             | Karla Wilson         |          |
| 2001 | Agent Bílá krvinka                              | Leah Estrogen (hlas) |          |
| 2013 | Temptation: Confessions of a Marriage Counselor | Melinda              |          |
| 2016 | The Perfect Match                               | Avatia               |          |

### Televize
| Rok       | Název                       | Role                 | Poznámky                                                   |
| --------- | --------------------------- | -------------------- | ---------------------------------------------------------- |
| 1993–1994 | Thea                        | Danesha Turrell      | hlavní role, 19 dílů                                       |
| 1996–2001 | Moesha                      | Moesha Mitchell      | hlavní role, 127 dílů                                      |
| 1997      | Jungle Cubs                 | Latecia (hlas)       | díl: „A Tale of Two Tails/Hair Ball“                       |
| 1997      | Popelka                     | Popelka              | TV film                                                    |
| 1999      | Krutá daň                   | Kayla Harris         | TV film, také výkonná producentka                          |
| 2000      | The Parkers                 | Moesha Mitchell      | díl: „Scary Kim“                                           |
| 2002      | Sabrina – mladá čarodějnice | záhadný volající     | díl: „Guilty“                                              |
| 2002      | Deník zasloužilé matky      | záhadný volající     | díl: „She Works Hard for the Money“                        |
| 2002      | Raising Dad                 | záhadný volající     | díl: „The House of Stewart“                                |
| 2004      | American Dreams             | Gladys Knight        | díl: „Long Shots and Short Skirts“                         |
| 2005      | Dr. House                   | zpěvačka             | díl: „Nechat zemřít“                                       |
| 2006      | One on One                  | Michelle McGinty     | 4 díly                                                     |
| 2006      | Amerika má talent           | Samu sebe/porotkyně  | 1. řada                                                    |
| 2010      | Dancing with the Stars      | Samu sebe/soutěžící  | 9. místo                                                   |
| 2011      | 90210: Nová generace        | Marissa Harris-Young | 5 dílů                                                     |
| 2011–2012 | V těle boubelky             | Elisa Shayne         | 5 dílů                                                     |
| 2012–2015 | The Game                    | Chardonnay Pitts     | vedlejší role (5. řada), hlavní role (6.–9. řada), 59 dílů |
| 2014      | The Soul Man                | Rita                 | díl: „All the Way Live“                                    |
| 2016      | Zoe Ever After              | Zoe Moon             | hlavní role, 8 dílů                                        |
| 2018–2019 | Star                        | Cassie Brown         | vedlejší role (2. řada), hlavní role (3. řada), 24 dílů    |

### Divadlo
| Rok        | Název   | Role       | Poznámky                                |
| ---------- | ------- | ---------- | --------------------------------------- |
| 2015, 2017 | Chicago | Roxie Hart | Broadway                                |
| 2016       | Chicago | Roxie Hart | Hollywood Pantages Theatre, Los Angeles |
| 2017       | Chicago | Roxie Hart | Kennedy Center, Washington D.C.         |